# Азиміна
Азиміна (Asimina) — рід рослин родини Annonaceae. Папая родом зі Сходу, Півдня і Середнього Заходу США, її ареал природного поширення досягає кордонів Онтаріо і Нью-Йорка,Флориди і Техасу.

## Види
Рід налічує близько 10 видів:
- Asimina angustifolia
- Asimina longifolia
- Asimina incana
- Asimina ×nashii (гібрид A. speciosa і A. angustifolia)
- Asimina obovata
- Asimina parviflora
- Asimina pygmaea
- Asimina reticulata
- Asimina spatulata
- Asimina tetramera
- Азиміна трилопатева

## Значення та застосування
Кілька видів культивуються заради їх їстівних плодів. Вони великі, з солодкою м'якоттю, використовуються в кондитерській промисловості. Різні частини багатьох видів використовуються в традиційній медицині для лікування різних захворювань.